# Cerastium macrocarpum
Cerastium macrocarpum är en nejlikväxtart som beskrevs av Philipp Johann Ferdinand Schur. Cerastium macrocarpum ingår i släktet arvar, och familjen nejlikväxter. Inga underarter finns listade i Catalogue of Life.